# Los disfrazados
Los disfrazados es una obra teatral escrita por Carlos Mauricio Pacheco y estrenada por la compañía Parravicini-Podestá el 21 de diciembre de 1906 en el Teatro Apolo y Parravicini logró una creación del personaje Pelagatti. La obra está desarrollada en un solo acto, pertenece al género del sainete tragicómico y el autor introdujo en ella particularidades que marcaron el inicio de una nueva etapa en la historia del sainete en el país por la marcada especificidad criolla que introdujo dramatismo en el desenfado zarzuelero propio de los modelos clásicos españoles.

## El autor
Carlos Mauricio Pacheco ( Montevideo, Uruguay - Buenos Aires, Argentina, 8 de febrero de  1924 ), fue un dramaturgo de conocida trayectoria. Estuvo ligado al teatro desde su juventud como crítico, autor y director artístico y también ocasionalmente como actor, si bien esto último con escaso éxito.
Escribió y estrenó 68 obras teatrales -algunas de ellas fruto de su colaboración con otros autores-, Además de Los disfrazados, escribió otros éxitos de gran resonancia en su época, como el sainete Música criolla (1906) en colaboración con Pedro Eugenio Pico, Los equilibristas (1912), Pájaros de presa (1913); La ribera (1909), El diablo en el conventillo (1915) y Don Quijano de la Pampa (1922).

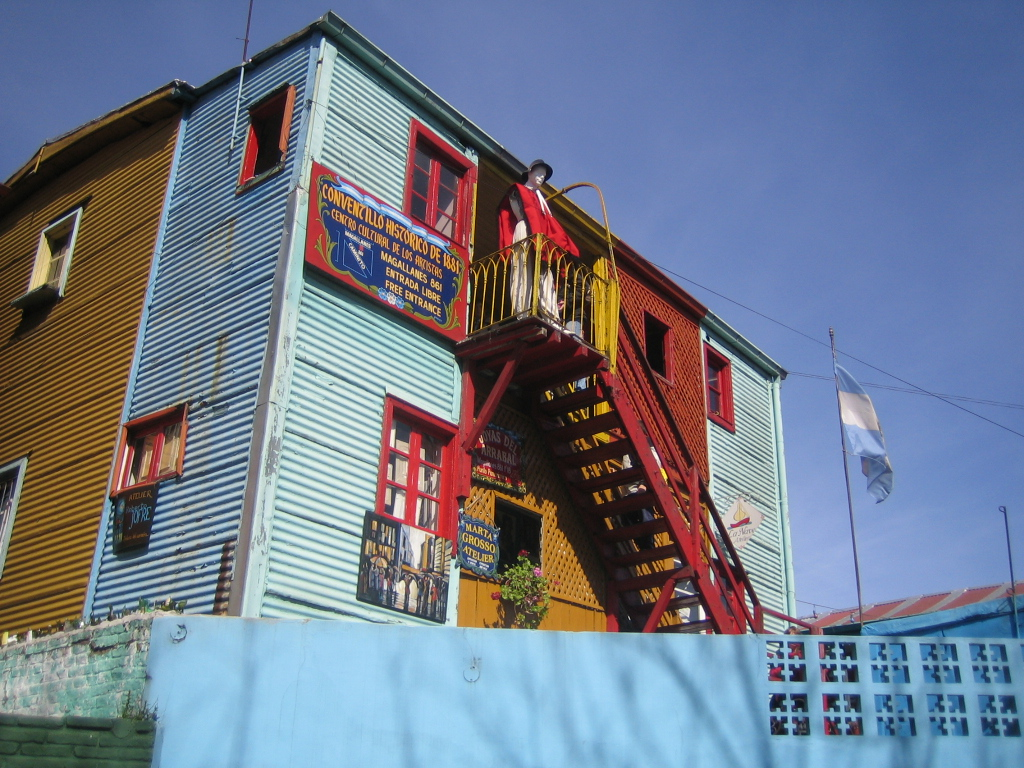
Detalle de un conventillo del barrio de La Boca.

## El escenario
La obra transcurre en el patio de un conventillo (del diminutivo de convento) que es como se denomina a un tipo de vivienda urbana colectiva, también conocida como inquilinato, en Argentina, Uruguay, Chile y Bolivia, y casa de vecindad en España. Se trata de una vivienda en la que cada cuarto es alquilado por una familia o por un grupo de hombres solos que comparten el uso del patio y, en general, también de los escasos baños o letrinas. En general, estaban estructurados en galerías alrededor de uno o varios patios centrales, las paredes y el techo eran de chapas metálicas y la estructura de vigas de madera afirmadas con piedras o ladrillos. En Argentina y Uruguay fue el primer hogar de muchos inmigrantes recién llegados de la Inmigración europea al país, en él se mezclaba gente de todos los idiomas y nacionalidades, principalmente italianos, españoles, franceses, judíos y árabes y fue caldo de cultivo para la cultura popular, expresada en el tango y los sainetes. 

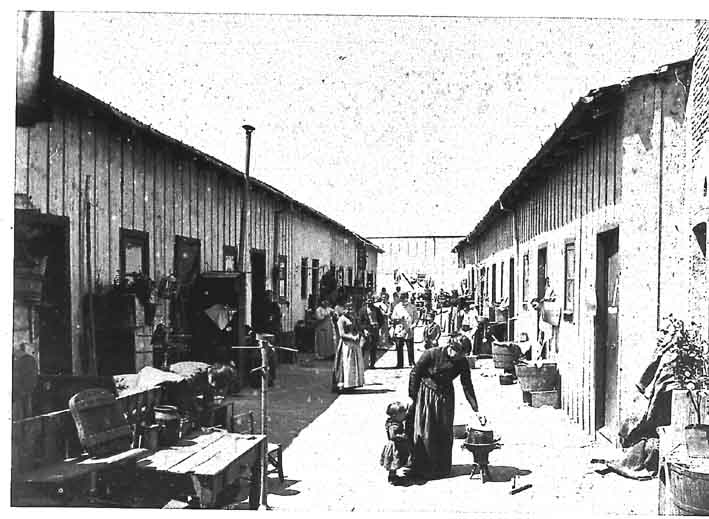
Conventillo en Buenos Aires hacia 1900

## Sinopsis de la obra
Se desarrolla en una tarde de Carnaval en el patio de un conventillo de Buenos Aires, por el que se van presentando alrededor de 20 personajes, entre protagonistas y secundarios los que a través de los diálogos sobre política, amores, la revolución socialista,  los clubes de tango, la vida cotidiana, van mostrando sus características y sus relaciones. En el transcurso de la obra se va a observar cómo ellos, con la excepción del personaje de Don Pietro, ocultan lo que en realidad son como si portaran una careta de disfraz.Tal como dice un personaje de la obra “es una pavada disfrazarse, porque todos vivimos disfrazados y que la vida es el corso, un corso largo…Que unos van en coche con campanillas y flores y otros a pie y tropezando”. 
Carlos Pacheco en Los disfrazados si bien mantiene las características del género del sainete tragicómico, lo dotó de particularidades que marcaron el inicio de una nueva etapa por la marcada especificidad criolla que introdujo dramatismo en el desenfado zarzuelero propio de los modelos clásicos españoles. Osvaldo Pellettieri denomina “reflexivo” al nuevo modelo de sainete tragicómico inaugurado con esta obra.En este modelo la intriga sigue sustentada por la misma convención utilizada por los viejos saineteros. Su escena llega al público como un espacio feliz –el patio del conventillo en un día de Carnaval- en el que se suceden los cuadros alternando lo cómico y lo sentimental en este conventillo idealizado, abuenado hasta el punto de no tener casi puntos de contactos con el conventillo real.
En este sainete confluyen los prototipos del personaje de la línea dramática, Don Andrés,  y la firme personalidad grotesca de Don Pietro.